# フランクフルト市電T形電車
T形は、ドイツのフランクフルト・アム・マインの路面電車であるフランクフルト市電で使用されている電車（超低床電車）。2022年12月から営業運転を開始した。

## 概要
フランクフルト市電に残存する高床式電車であるPt形および初期の超低床電車であるR形の置き換えに加えて今後の輸送需要の拡大に備え、2017年にフランスの鉄道車両メーカーであるアルストムとの間に導入契約を交わした形式。同社が展開する路面電車車両ブランドのシタディスのうち、最新モデルのシタディスSX05（Citadis SX05）を採用した車両である。
車内全体が低床構造となっている両運転台車両で、全長31.5 m、定員191人の3車体連接車（T30）と全長40 m、定員248人の4車体連接車（T40）の2種類が導入される。そのうち前者は乗降扉の数が従来の車両（S形）より多い4箇所となっており、利用客の乗降時間の短縮が図られている。また、前面には連結器が設置されており、ドイチュ・バンク・パルクへのアクセス系統である20号線を始めとした輸送量の多い系統では連結運転も実施される。車内には空調装置が設置されている他、フランクフルト交通会社が開発した運転支援システムやバックミラーに代わる監視カメラといった安全対策もなされている。
2017年に38両の発注が実施された後、2018年から2022年にかけてオプション分を含めた追加発注が行われており、計58両（T30・24両、T40・34両）が導入される。そのうち3車体連接車は2022年12月9日から営業運転に投入された一方、4車体連接車は2024年夏季に営業運転を開始する予定となっている。

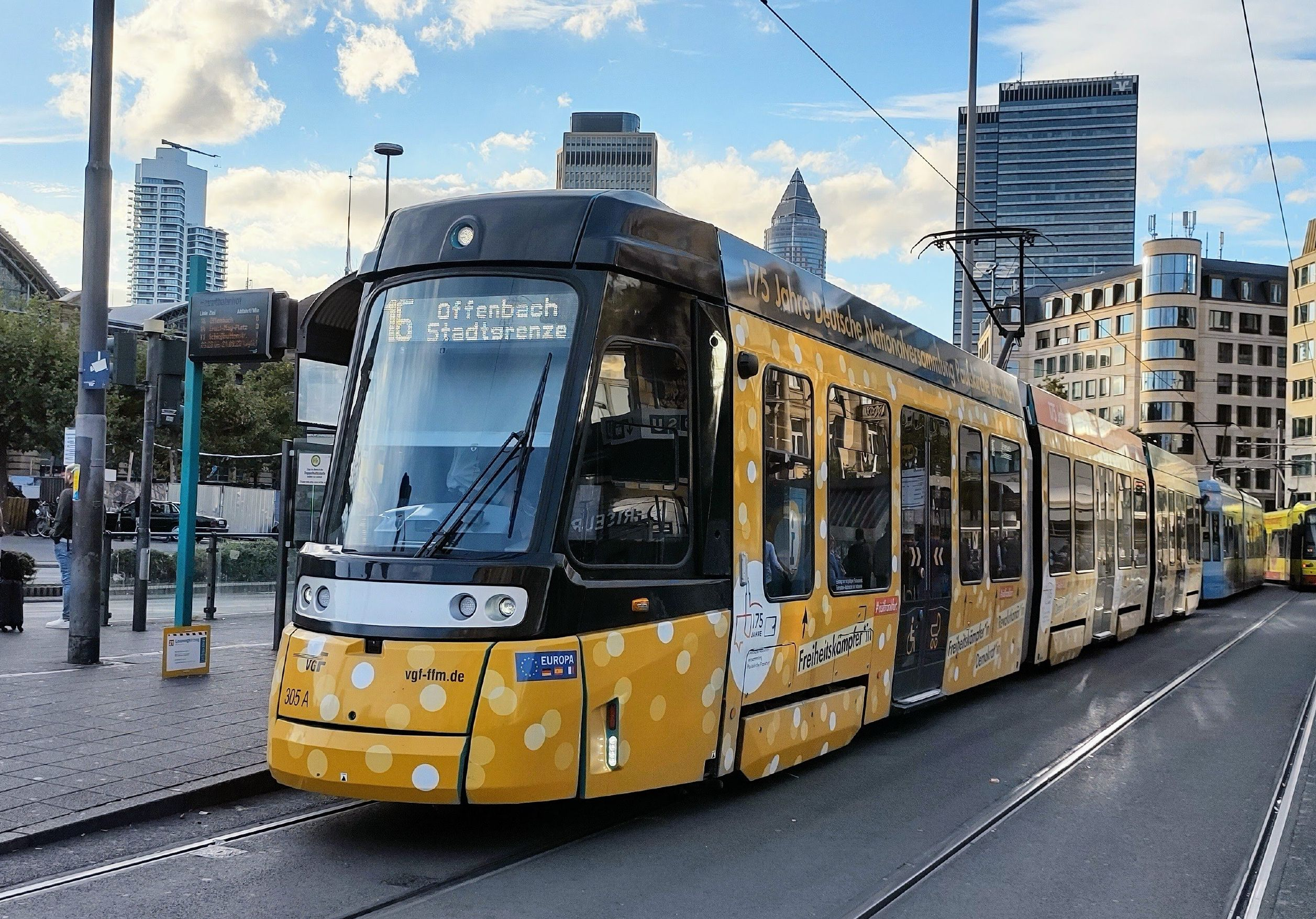
広告塗装（2023年撮影）
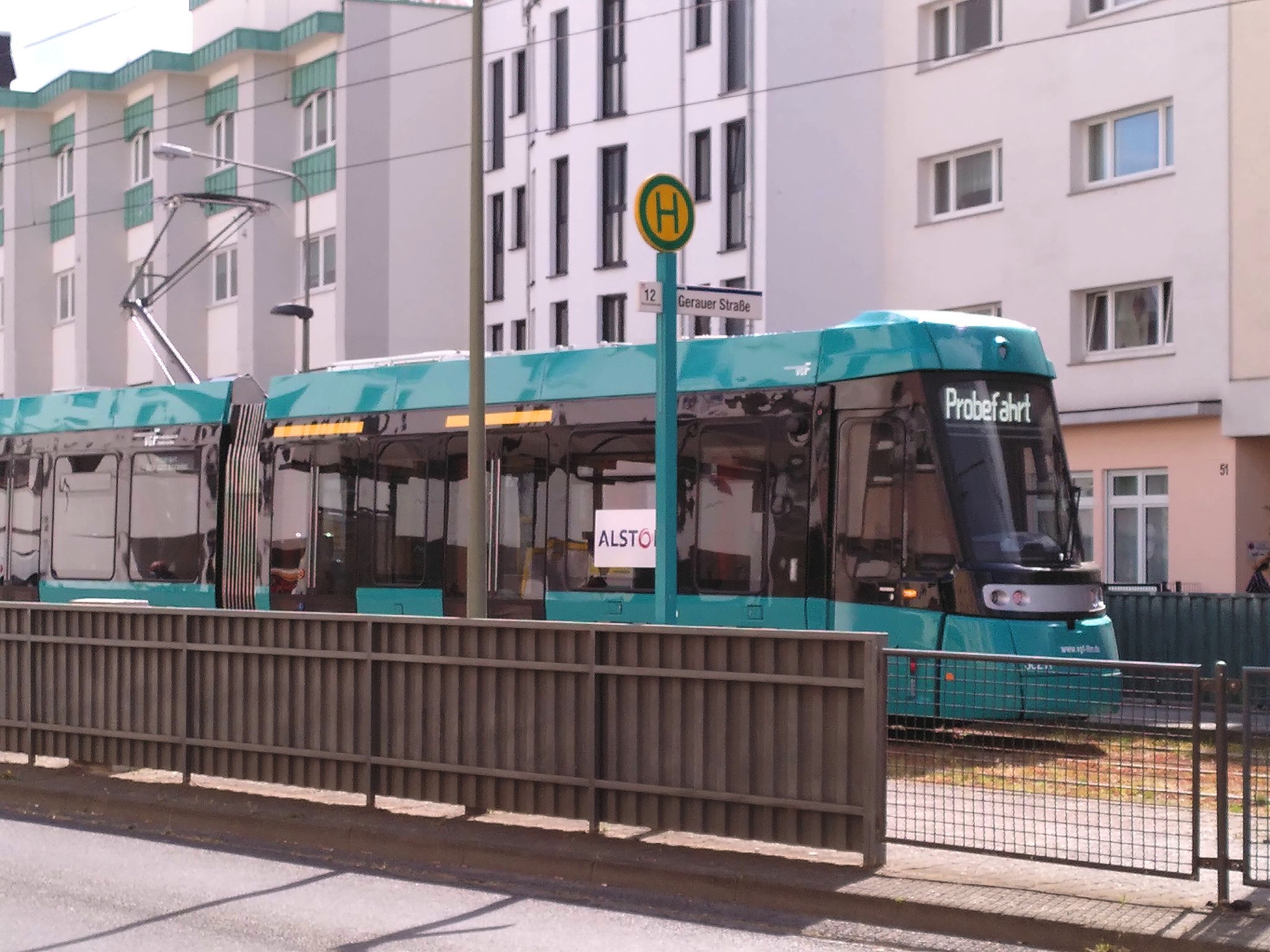
試運転中のT形（2022年撮影）